# 전기충격낚시

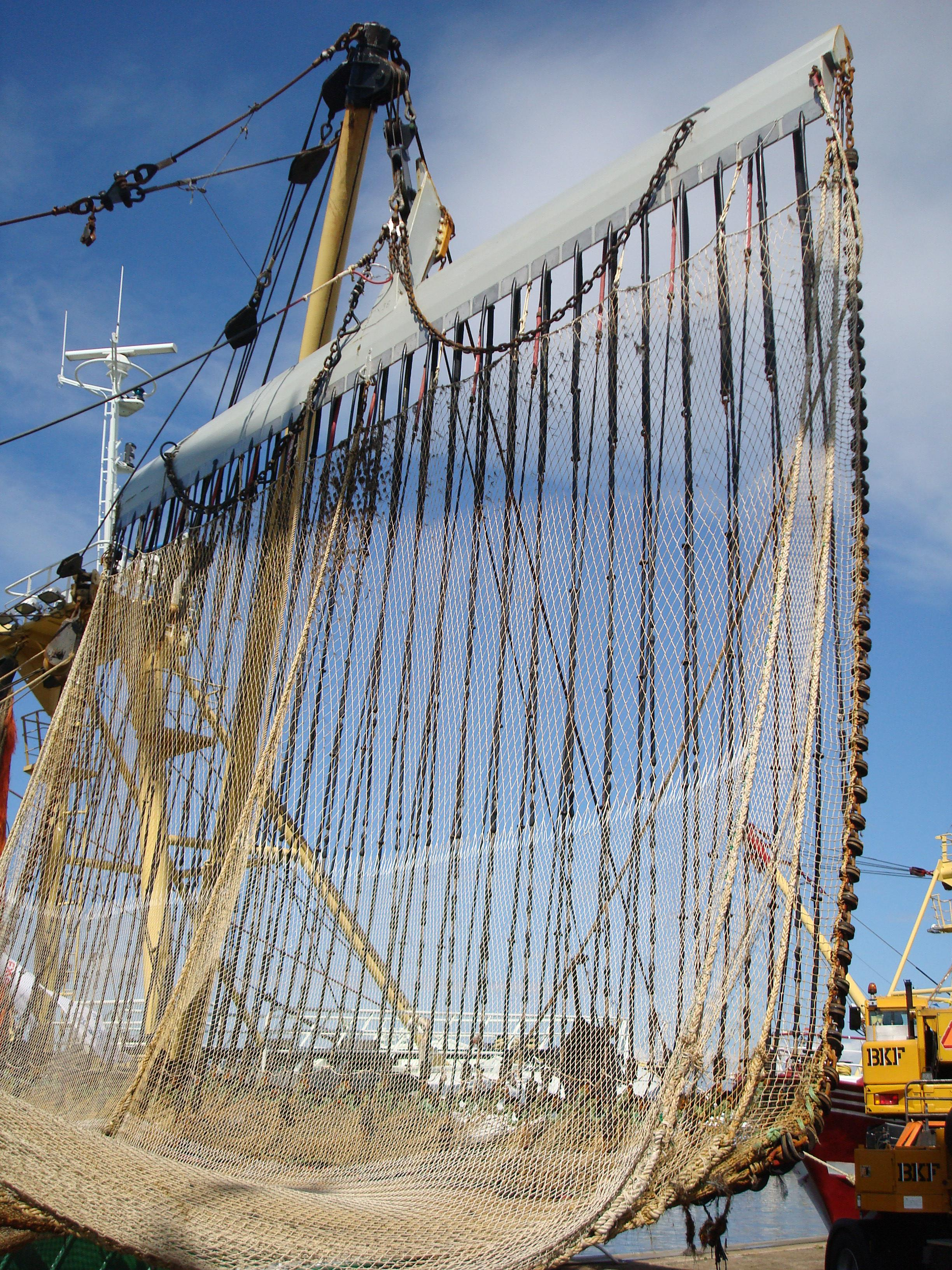

전기충격낚시는 물에 배터리 등으로 전기충격을 가해 물고기를 기절시켜 잡는 낚시다. 대한민국에서는 유해어법으로 금지하며 많은 다른 나라들도 금지하고 있다.

## 같이 보기
- 전류어법